# كور (غوهران)
کور (بالفارسية: کور) هي قرية تقع في إيران في Gowharan Rural District. يقدر عدد سكانها بـ 183 نسمة بحسب إحصاء 2016.